# Pieve di San Giovanni Battista (Lustignano)
La pieve di San Giovanni Battista era un edificio di culto situato a Lustignano, nel comune di Pomarance.
Trasformata in casa colonica, dell'antica struttura conserva soltanto qualche finestrella a strombo su pietra squadrata e le tracce di una porticina laterale sul lato sinistro.
Era orientata con la parte di ingresso esposta verso ovest, come quasi tutti gli edifici sacri dell'epoca. Posta al confine diocesano con Massa e Populonia e Volterra, fu spesso soggetta a contestazioni territoriali. La pieve si presentava ai pellegrini come il terminale diocesano della strada che dalle colline pisane, attraversando il piviere di Querceto, scendeva nel distretto della Val di Cornia.